# Vitalij Sevasťjanov
Vitalij Ivanovič Sevasťjanov (rusky Севастьянов, Виталий Иванович; 8. července 1935, Krasnouralsk, Sverdlovská oblast SSSR – 5. dubna 2010) byl sovětský konstruktér a kosmonaut ruské národnosti z lodí Sojuz. V kosmu byl dvakrát v letech 1970 a 1973.

## Život

### Mládí a výcvik
V roce 1959 dokončil studium na Moskevském leteckém institutu S.Ordžonikidzeho - fakultě stavby letadel a začal pracovat jako konstruktér. V roce 1965 obhájil kandidátskou práci. V roce 1967 byl přijat do oddílu kosmonautů. Byl ve skupině adeptů pro lety na Měsíc.

### Lety do vesmíru
Poprvé letěl palubní inženýr Sevasťjanov do vesmíru z Bajkonuru v Sojuzu 9 v roce 1970, společně s ním letěl Andrijan Nikolajev. Po 18 dnech na orbitě přistáli v kabině lodi na padácích v pořádku na Zemi.
Podruhé vzlétl roku 1975 na Sojuzu 18, velitele mu dělal Pjotr Klimuk. Dva měsíce spolu strávili v orbitální stanici Saljut 4.
Během obou svých letů strávil ve vesmíru 80 dní..
- Sojuz 9 (1. červen 1970 – 19. červen 1970)
- Sojuz 18 (24. květen 1975 – 26. červenec 1975)

### Po letech
Dvojnásobný hrdina SSSR (1970, 1975).
V letech 1977—1986 a 1988—1989 byl předsedou Šachové federace SSSR (poté, co 9. června 1970 za pobytu na kosmické stanici sehrál první šachovou partii se soupeřem v řídícím středisku na Zemi.
Po svých letech obdržel řadu vyznamenání, zlatou medaili Ciolkovského od Akademie věd SSSR, zlatá medaile J.A.Gagarina, medaile De La Voie od Mezinárodní letecké federace a řadu dalších. Vedl dlouho v moskevské televizi pořad věnovaný vesmíru, vysílaný jednou měsíčně a stejně dobře zvládl vysílání pro veřejnost z paluby kosmických lodí. Po svých letech procestoval jako známá osobnost řadu zemí. Už po prvním letu vystoupil s přednáškou na podzim roku 1974 na XV. astronautickém kongresu v Amsterdamu. V roce 2003 se zúčastnil setkání osobností v brněnské hvězdárně. Stal se také poslancem ruské Dumy. Byl ředitelem (později odvolaným kvůli finančně nereálným projektům) koncernu RKK Eněrgija. Byl ženatý, manželka se jmenovala Alevtina, byla redaktorkou APN v Moskvě, umí výborně česky.
Vitalij Sevasťjanov zemřel 5. dubna 2010.

## Vyznamenání
- Hrdina Sovětského svazu – Sovětský svaz, 3. července 1970 a 27. července 1975
- Leninův řád – Sovětský svaz, 3. července 1970 a 27. července 1975
- Medaile 100. výročí narození Vladimira Iljiče Lenina – Sovětský svaz, 1970
- řetěz Řádu Nilu – Egypt, 1970